# الجامعة الوطنية في توكومان
الجامعة الوطنية في توكومان أو جامعة توكومان الوطنية (بالإسبانية: Universidad Nacional de Tucumán)‏ هي جامعة حكومية أرجنتينية يقع مقرها الرئيسي في مدينة سان ميغيل دي توكومان. تأسست في 25 مايو 1914 وتم تأميمها في عام 1920 بسن القانون 11027. تضم 13 كلية ومدرستين جامعيتين و 7 مدارس ما قبل الجامعة.

## تاريخ الجامعة

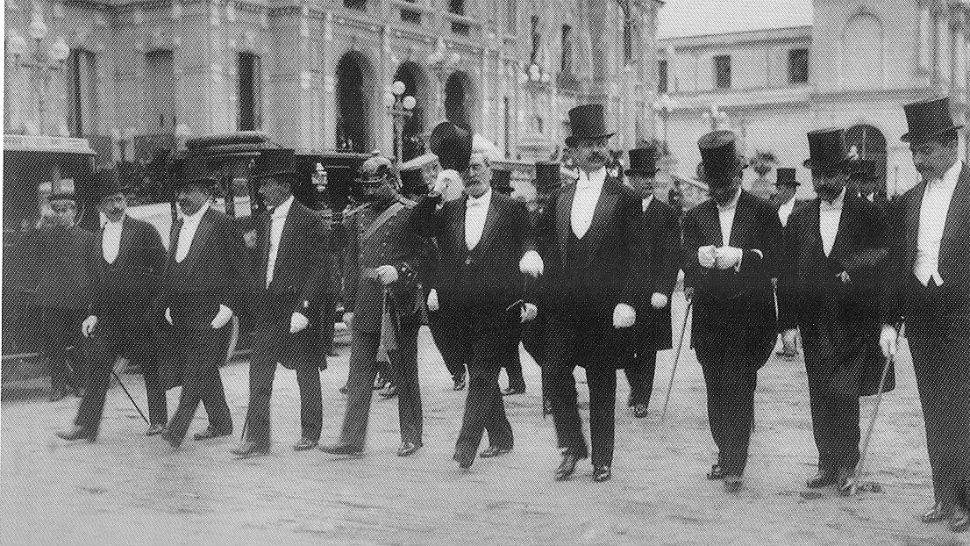
حاكم توكومان، إرنستو باديلا، في حديث له مع وزير التعليم العام للأمة، جواكين ف. غونزاليس، عن الأعمال التأسيسية لجامعة توكومان. 25 مايو 1914.

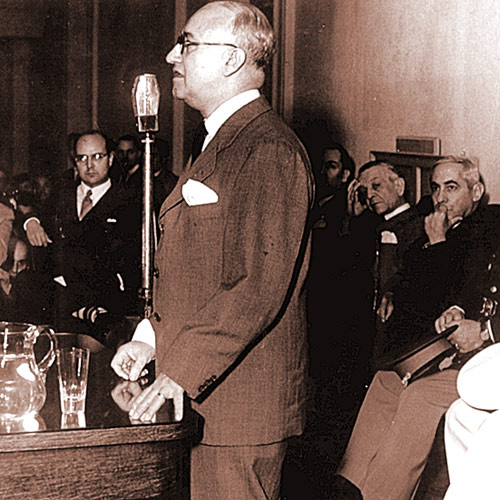
تولى الفيلسوف ألبرتو روجيس منصب رئيس جامعة توكومان الوطنية في عام 1945.

يعود سلف التعليم الجامعي في توكومان إلى سبعينيات القرن التاسع عشر. في ذلك الوقت، بدأ إلقاء "دورات مجانية" في القانون في الكلية الوطنية، وبعد ثلاث سنوات، وافق مجلس النواب على قانون أنشأ "كلية الفقه والعلوم السياسية، التي ستكون بمثابة حرم جامعي لـ" الجامعة الإقليمية التي ستنشأ فيما بعد في هذه العاصمة ". ومع ذلك، في عام 1882، منعت الحكومة الوطنية استمرار هذه الدورات، وقررت أنه من أجل الحصول على شهادات جامعية مؤهلة، يتعين على الطلاب إجراء امتحاناتهم في جامعة قرطبة الوطنية، والتي تم تعليق المشروع بها.

### السنوات التأسيسية
| ” | تهدف جامعة توكومان الوطنية، وهي مؤسسة للثقافة العليا، إلى الحفاظ على المعرفة وزيادتها ونقلها وتعزيز تنميتها من خلال البحث العلمي والتقني والإنساني والعمل الإبداعي. وتوجه أنشطتها إلى الاهتمام بالمشكلات الوطنية والإقليمية. كمؤسسة ديمقراطية، فإن تكوين الرجال ذوي الحس الأخلاقي العالي، وإدراكهم للواجبات والالتزامات التي يتحملها المجتمع كطلاب جامعيين، هو هدف سام لعملها التربوي. -- جامعة توكومان | “ |

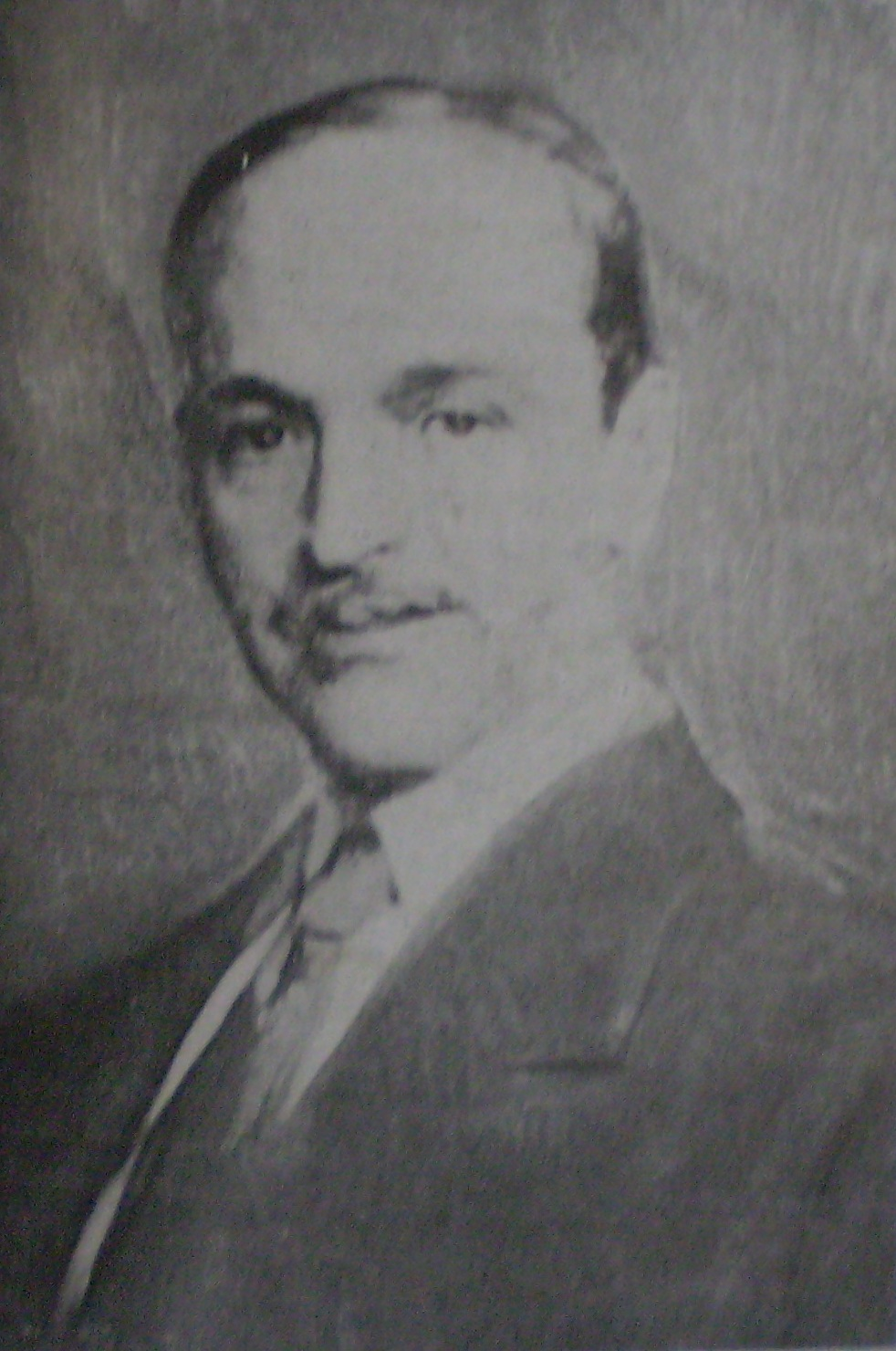
خوان بنيامين تيران. مروج جامعة توكومان بعدسة نعوم بيك.

كان لطموح المقاطعة أن يكون لها منزل خاص بها للدراسات العليا، كوسيلة لبناء استقلال ثقافي لشمال الأرجنتين، دفعة قوية من الدائرة الفكرية المسماة الجيل المئوي (Generación del centenario)، التي كانت مرجعيتها جمعية سارمينتو.
كان لجامعة توكومان الوطنية مديرين أساسيين هما خوان تيران وخواكين غونزاليس اللذان قدما مشروع القانون عام 1908، بصفتهما نائبين في الهيئة التشريعية لمقاطعة توكومان.
وواجهت منذ نشأتها مقاومة جدية نجحت في تأجيل الموافقة على المشروع لمدة خمس سنوات، حيث رفضتها غالبية الهيئة التشريعية المحلية. ومع ذلك، جاءت المعارضة الأكثر نشاطًا في ذلك الوقت من العاصمة الفيدرالية بوينس آيرس، التي لم تتسامح مع فقدان احتكارها الأكاديمي وقاومت ابتكارًا يمثل بحد ذاته تقدمًا نحو اللامركزية والفيدرالية في مجال العلم.
في 2 يوليو 1912، أصدر الحاكم خوسيه فرياس سيلفا قانون إنشائها. في العام التالي، في عام 1913 عندما كان إرنستو باديلا حاكمًا، تم تشكيل أول مجلس أعلى، والذي عين الدكتور خوان تيران كأول رئيس للجامعة.
في 25 مايو 1914، تم افتتاح جامعة توكومان رسميًا برئاسة الدكتور روكي سانز بينيا لجمهورية الأرجنتين. أكد رئيس الجامعة الدكتور خوان تيران أنه «كما هو الحال مع أي مؤسسة فكرية، فإن افتتاح المنزل هو نقطة البداية لتطور غير محدد». الموقعون على ميثاق المؤسسة هم أول رئيس لها وسكرتيره لوكاس بينا، برفقة إرنستو باديلا، خواكين غونزاليس، راؤول كولومبريس، ميغيل ماريو كامبيرو، خوسيه باديلا، سيستو تيران، مانويل بايز دي لا توري.
المشروع التأسيسي، الذي تم وضعه في الشعار «الأقدام راسخة بالأرض والنظرات تعلو للسماء» (باللاتينية: Pedes in terra ad sidera visus)، يمنحها مهنة إقليمية، وشخصية جامعة حديثة ملتزمة بتطوير بيئتها المحلية والإقليمية، منتبهة لعلم الوقت والانفتاح على العالم. كانت الوظائف الكلاسيكية للتدريس والبحث والإرشاد حاضرة منذ تصورها وتنصيبها لاحقًا.
ولدت الجامعة الإقليمية الجديدة من مجموعة مؤسسات مثل المعهد الزراعي الصناعي، حيث تم إلقاء دروس في مهنة الهندسة في صناعة السكر، ومتحف العلوم الطبيعية المسؤول عن عالم الطبيعة ميغيل ليلو، والأرشيف التاريخي للمقاطعة ودورات في العلوم الاجتماعية.
خط كلمات شعار الجامعة، الذي يرجع تاريخه إلى عام 1949، الأستاذ إليو رودريغيز ماركوينا.
مع اندلاع الأحداث التي أدت إلى إصلاح جامعة قرطبة في عام 1918، طلب رئيس الجامعة تيران تأميمه إلى الكونغرس الوطني، مصحوبًا بطلب من اتحاد الجامعات الجديد في توكومان واتحاد الجامعات الأرجنتينية (Federación Universitaria Argentina). تم تأميم الاتحاد الوطني للعمال في عام 1921 بإصدار القانون 11027، وبدأ عهدًا جديدًا سيكون التدريس والبحث فيه أهدافه المركزية. سيقال آنذاك أن جامعة توكومان هي «أول ابنة جامعية من رحم الإصلاح». كما عنى إصلاح الجامعة دخول الطلاب إلى حكومة دار الدراسات، وهو ظرف لم يكن يخلو من التوترات مع المعلمين، حيث وصل عام 1929، وإضراب طلابي واحتلال مباني الجامعة، مما أدى إلى استقالة الطلاب. خوان ب. تيران إلى مكتب رئيس الجامعة.
انتهت عملية تأميم الجامعة في عام 1935، في ظل حكومة ميغيل ماريو كامبيرو الثانية. من خلال قانون المقاطعة رقم 1566 الصادر في سبتمبر 1935، سلمت المقاطعة الجامعة إلى الأمة ونقل العقارات التابعة لمقاطعة توكومان، مثل مبنى المديرية الحالي والمرافق في بارك 9 يوليو، والتي من المقرر أن تصبح مقرات وحدات الجامعة المختلفة. أيضًا، في عام 1938، تم إنشاء كليات الكيمياء الحيوية والقانون، وتلقي إعانة من حكومة المقاطعة، على الرغم من تعليق هذا.

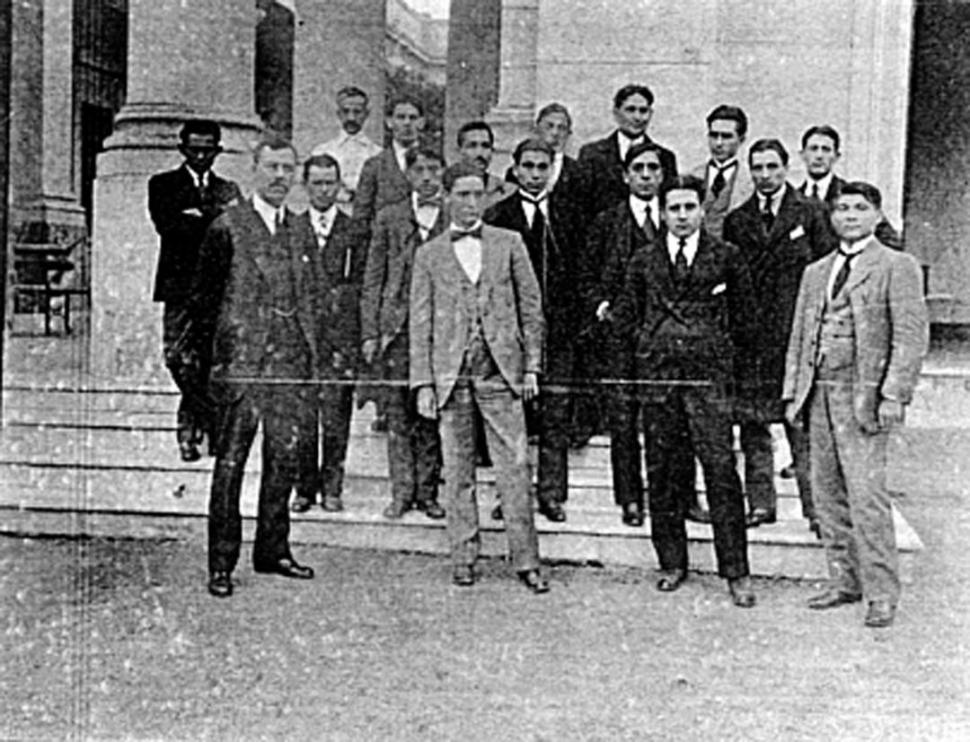
صورة لأول طلاب الجامعة، وهم يقفون على أبواب قسم النظافة آنذاك، هو الآن مبنى القسيس. عام 1914.

في عام 1936، أدى إنشاء قسم الفلسفة والآداب، الذي تحول إلى كلية في عام 1939، إلى ظهور قطب من الإنتاج الأكاديمي والثقافي بسبب وصول الكتاب والفلاسفة الأرجنتينيين والأجانب العظماء. بين عامي 1937 و 1943، قام الفيلسوف الإسباني مانويل غارسيا مورينتي، وعالما الاجتماع سيلفيو فرونديزي وريزيري فرونديزي، والفيلسوف الأرجنتيني أوجينيو بوتشياريلي والكاتب إنريكي أندرسون إمبرت بإعطاء دروس في الجامعة. وبهذه الطريقة، لعبت الجامعة دورًا فائقًا في ترسيخ ثقافة شمال الأرجنتين.

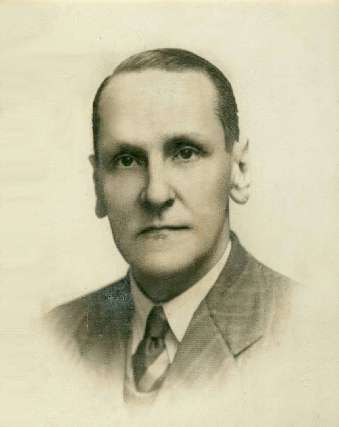
خوليو بريبيش، رئيس جامعة توكومان الوطنية، أطلق عليه لقب "رئيس الجامعة الأول والمصلح للجامعة"، لانتخابه بتصويت طلاب "دار الدراسات".

بعد استقالة خوان تيران لمنصب رئيس الجامعة، توالت شخصيات مثل خوليو بريبيش (1929-1933، 1937-1940)، الذي يُعتبر «رئيس الجامعة الأول لإصلاح الجامعة»، على هذا المنصب، ولم يكمل عمله. انتداب قانوني منذ تدخله من قبل الحكومة الوطنية في عام 1940. وضعت انتخابات جديدة للسلطات أدولفو بيوسيك في بيت القسيس، الذي استقال في عام 1942، وخلفه لفترة وجيزة خوسيه غراسيانو سورتيكس حتى انقلاب 4 يونيو 1943. تم انتخاب الفيلسوف ألبرتو روجيس رئيسًا للجامعة في عام 1945، لكنه توفي بشكل مفاجئ بعد أسابيع قليلة من تنصيبه. انتهت معه الفترة التي كانت فيها الجامعة موجهة من قبل نواة المثقفين الأصلية الذين خططوا لتأسيسها وبنوها مؤسسياً.

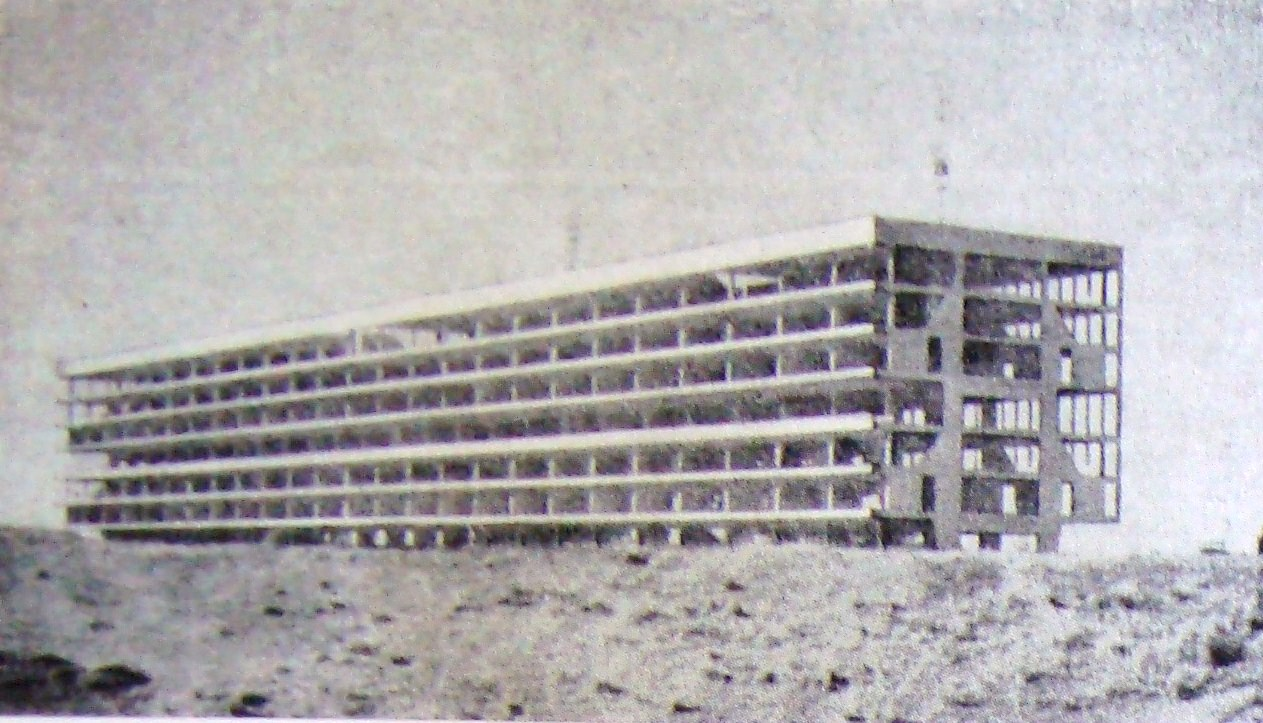
الكتلة السكنية بالمدينة الجامعية المتوقعة عام 1947 ومهجورة غير مكتملة.

شهدت جامعة توكومان الوطنية فترة أخرى من النمو الملحوظ والمكانة الأكاديمية تحت قيادة عميد هوراسيو ديكول، الذي شغل منصب رئيس الجامعة بين عامي 1945 و1951. بدعم من حكومة خوان دومينغو بيرون، خطط ديسكول لنموذج جامعي جديد، أخذ كمثال نموذج أمريكا الشمالية لجامعة مكونة من أقسام ومعاهد. كانت الخطوة الأولى في عام 1946 إنشاء معهد التعدين والجيولوجيا التابع لجامعة توكومان الوطنية في مقاطعة خوخوي، والذي سيتبعه إنشاء معاهد في مجال الفنون والقانون والاقتصاد والبحث العلمي. على وجه التحديد، كان هذا الجانب الأخير هو المتلقي الرئيسي لرؤية ديكول، الذي حمل رؤية لجامعة تركز على إنشاء ونشر وتنفيذ المعرفة في جميع المجالات التي تم إدراجها فيها. وبهذه الطريقة، خطط أيضًا لبناء «مدينة جامعية» ضخمة في سييرا دي سان خافيير، والتي بدأت أعمالها في عام 1949، حيث أصيبت بالشلل في وقت استقالة ديسكول في عام 1951، حيث أصبح حاليًا قادرًا على مراقبة جزء من الأعمال غير المكتملة في المنطقة الجبلية.
في هذا الوقت أيضًا، جندت جامعة توكومان الوطنية العديد من الأساتذة المولودين في الخارج الذين ساهموا في تحسين التدريس والبحث، وكذلك الفنون، من خلال إنشاء أوركسترا السمفونيات (UNT Symphony Orchestra) في عام 1948، تحت إشراف الملحن المجري البارز إرنو دوهنانيي؛ أو الرسام لينو إنيا سبيلمبرغو الذي نظم ورشة الرسم في المعهد العالي للفنون التشكيلية (Instituto Superior de Artes Plásticas) في مايو 1948، وتم تحويله لاحقًا إلى قسم الفنون (Departamento de Artes) في نوفمبر 1951.
تم توسيع العرض الأكاديمي للجامعة وفقًا للتطورات الاجتماعية والعلمية. شملت الكليات الأولى الكيمياء الحيوية والكيمياء والصيدلة (1914)؛ أن من العلوم الدقيقة والتكنولوجيا (1917). في عام 1938، تمت الموافقة على إنشاء كلية الحقوق والعلوم الاجتماعية (1938) وفي عام 1939، تم إنشاء كلية الفلسفة والآداب، مما حفز النقاش حول استمرارية النموذج «الصناعي» و «العلمي» الذي وضعه خوان ب. لقد كان من المتصور أن يكون Terán هو الأفق الفكري للمؤسسة، حيث كان يُنظر إلى أن تدريس القانون، بشكل أساسي، سيوجه دعوات الطلاب نحو المهن الحرة قبل المهن الصناعية، الضرورية لتطوير المقاطعة. كما تم تأسيس كليتي الهندسة الزراعية وحيوان الحيوانات (1947) تحت إشراف رئيس الجامعة هوراسيو ديسكول. العلوم الاقتصادية (1947)؛ الطب (1949)؛ العمارة والعمران (1949) والعلوم الطبيعية (1952). تم الانتهاء من هذه الوحدات الأكاديمية مع سبع مدارس عليا (طب الأسنان، التمريض، هندسة السكر، التربية البدنية، الفنون التشكيلية، الفنون الموسيقية)، تم تحويل بعضها إلى كليات في السنوات اللاحقة. وتجدر الإشارة إلى أن كلية الطب الجديدة، التي أُنشئت في عام 1949، سيكون لها تأثير إقليمي سيء السمعة فيما يتعلق بتدريب المهنيين الطبيين، لأن الطلاب من المقاطعات الأرجنتينية لن يمروا عبر الفصول الدراسية فحسب، ولكن أيضًا من دول مثل بوليفيا. بيرو وشيلي وباراغواي وكولومبيا والإكوادور.
من ضمن الأقسام المهمة الأخرى كان قسم التربية البدنية في فبراير 1947 ومعهد الصحافة، والتي اعتمدت على كتابة ونشر صحيفة صباحية تسمى "El Trópico"، والتي كانت تعتمد على مدرسة للصحافة، مفتوحة للجمهور والتي بدأت للعمل في يناير 1947 خلال الرئاسة الأولى لخوان دومينغو بيرون.

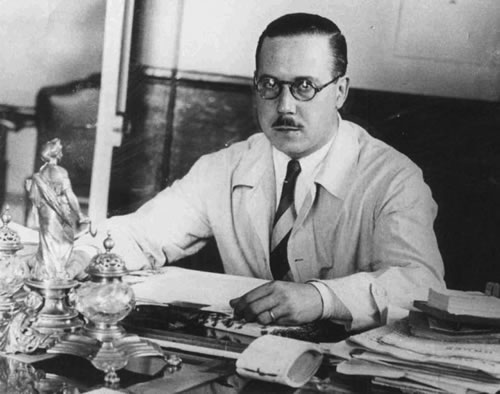
عميد جامعة توكومان الوطنية، هوراسيو ديسكول. في ظل إدارته، ستصل الجامعة إلى أعلى مستوياتها من الهيبة الأكاديمية والتوسع في جميع أوامر التعليم العالي.

خلال الفترة 1958-1966، عملت الأنظمة الأساسية للجامعة وفقًا لمبادئ إصلاح الجامعة، وترأس مصير المؤسسة المهندس أوجينيو فلافيو فيرلا، الذي توج أداؤه بالانقلاب العسكري عام 1966. في هذه المرحلة، وصلت كلية الهندسة المعمارية التابعة للجامعة إلى مكانة مرموقة تحت إشراف المهندس المعماري إدواردو ساكريستي، الذي أسس مدرسة هندسة معمارية أرجنتينية ذات تداعيات دولية واسعة. كان أحد خريجي هذه المدرسة المهندس المعماري العالمي الشهير سيزار بيلي.
حدد انقلاب 1966 أن الجامعة الحكومية تعرضت لتدخلات متتالية في ظل حكومة «الثورة الأرجنتينية»، وكذلك في ظل الحكومات البيرونية اللاحقة. بين عامي 1969 و 1973، لم يفلت الطلاب من الانفعال السياسي للحظة، كونهم أحد الفاعلين الرئيسيين في الانتفاضات الشعبية مثل ثورة «توكومانازوس» (Tucumanazo)، التي تسببت في الاضطهاد السياسي اللاحق في الأديرة بمجرد انقلاب 1976.
خلال الديكتاتورية العسكرية الأخيرة لعام 1976، وفي إطار إرهاب الدولة بين السبعينيات والثمانينيات، تدخلت جميع السلطات الجامعية في الجامعة الوطنية في توكومان، وتم حل المراكز الطلابية، وكانت هناك رقابة على برامج الدراسة الجامعية، وكان هناك العديد من عمليات الاختطاف. وحالات الاختفاء القسري اللاحقة للطلاب والأساتذة والأكاديميين المرتبطين بجامعة توكومان.

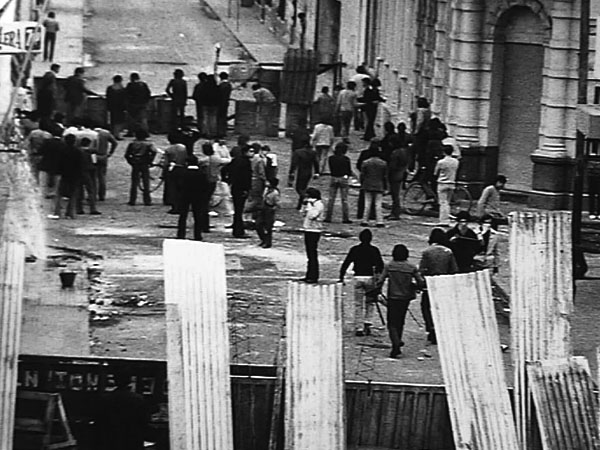
واجه طلاب جامعة توكومان الوطنية قوات الأمن خلال "توكومانازو" الثاني، عام 1972، أمام مبنى كلية الحقوق والعلوم الاجتماعية في شارع 25 مايو آل 400.

مع عودة الديمقراطية في عام 1983، تم تطبيع المؤسسات العامة، ولم تكن الجامعة الوطنية في توكومان استثناءً. وصلت إلى التطبيع المؤسسي عندما انتخبت جمعية الجامعة رودولفو مارتين كامبيرو رئيسًا للجامعة في عام 1986 لفترتين متتاليتين (1986-1993)، والذي خلفه مؤقتًا المحاسب هيكتور أوستنجو (1993-1994). تلا هذه الجهود رئاسة الدكتور سيزار كاتالان (1994-1998) والمحاسب ماريو ماريجليانو (1998-2002 و 2002-2006) والمحاسب خوان ألبرتو سيريسولا الذي انتخب لفترتين: 2006-2010 و 2010- 2014.
كانت أول امرأة تتبوأ منصب رئيس للجامعة هي أليسيا باردون، التي تم انتخابها في مايو 2014، والتي انتهى منصب رئاستها في 30 مايو 2018، عندما تولت منصب رئيس الجامعة الجديد، خوسيه غارسيا، برفقة سيرجيو باجاني، كنائب للجامعة، وتستمر ولايته حتى العام. 2022.
تهدف المهنة الإقليمية لجامعة توكومان إلى تعزيز اقتصاد المنطقة، بناءً على الأعمال التجارية الزراعية للسكر، والتي ستترجم إلى دفع مستمر لتوسيع عروضها الأكاديمية في المنطقة، والأرجنتين ودول أمريكا اللاتينية. من معاهدها المختلفة الواقعة في شمال غرب الأرجنتين، جامعة سالتا الوطنية، وجامعة خوخوي الوطنية، وجامعة سانتياغو ديل إستيرو الوطنية، وجامعة كاتاماركا الوطنية، والجامعة الوطنية للشمال الشرقي، والكلية الإقليمية للوطنية. ولدت الجامعة التكنولوجية.

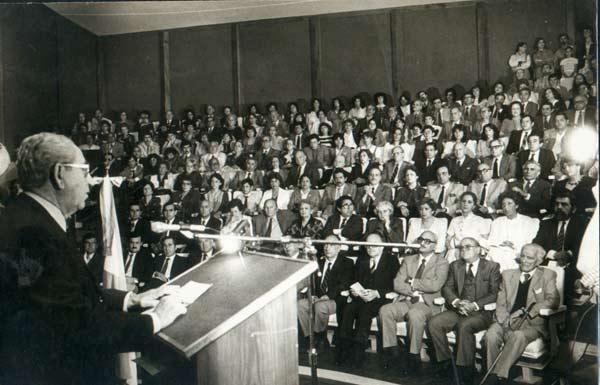
افتتح رئيس الجامعة أوجينيو فلافيو فيرلا المركز الثقافي الجديد لعام 1984 في الجامعة الوطنية في توكومان.

## تشكيل الإدارة

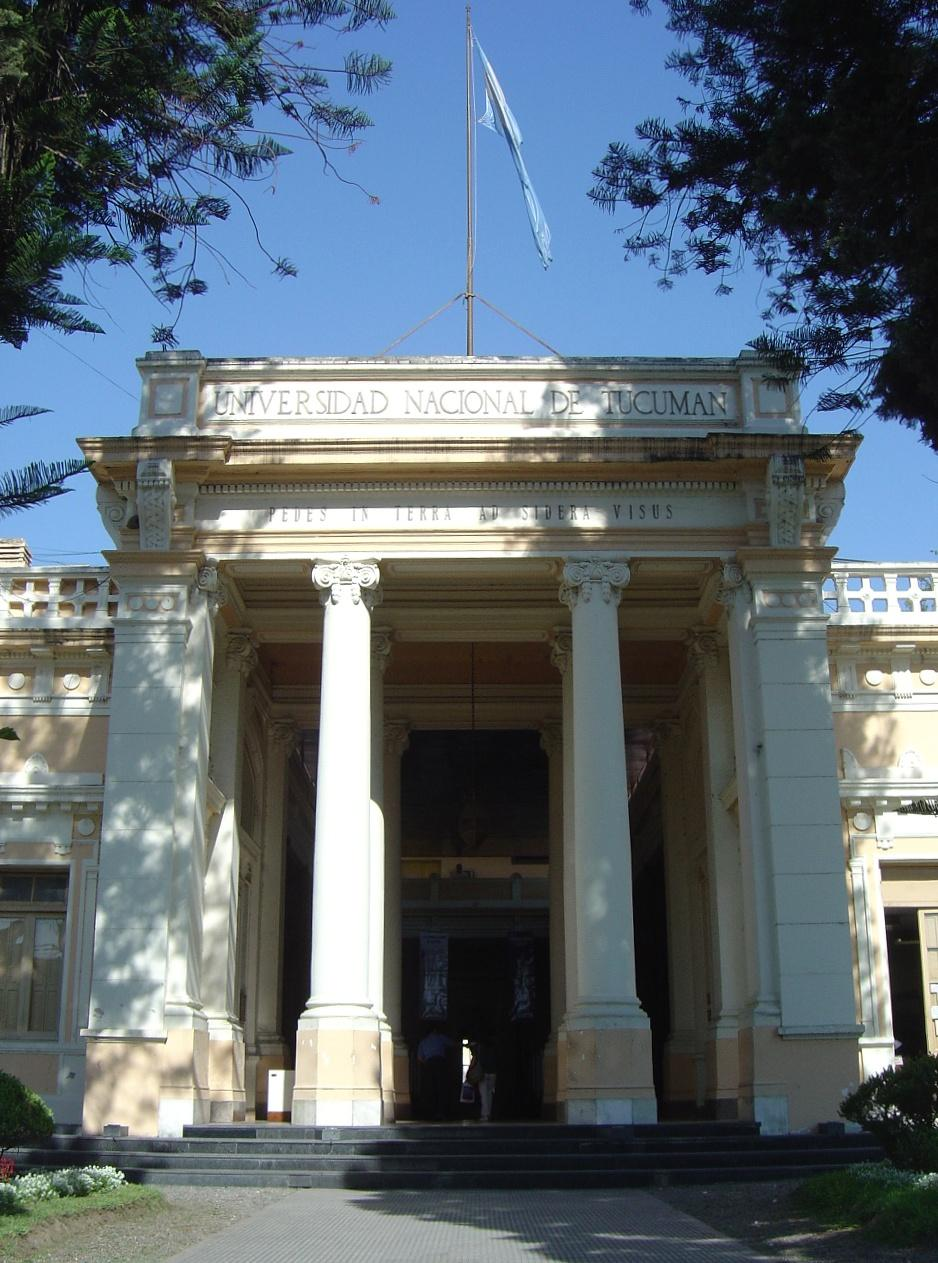
مقر إدارة الجامعة.

وفقًا للنظام القانوني الداخلي، تتبع الجامعة الوطنية في توكومان نظاما إداريا مستقلا توفر من خلاله هيئاتها الإدارية الخاصة.
يشارك الأساتذة والطلاب والخريجون وغير أعضاء هيئة التدريس الذين يتم انتخابهم بالاقتراع المباشر في كل كلية. وهكذا، يتدخل كل ركن من أركان المجتمع الجامعي في تحديد السياسات المؤسسية وحل المشكلات اليومية.
تمارس الإدارة من قبل جمعية الجامعة (Asamblea Universitaria)، والمجلس الأعلى (Consejo Superior)، ورئيس الجامعة ونائبه، والمجالس الحاكمة للكليات والعمداء ونواب العمداء.

### جمعية الجامعة
تتكون جمعية الجامعة، برئاسة مدير الجامعة، من العمداء وأعضاء مجلس إدارة الكليات. ومن بين صلاحياته الرئيسية: انتخاب رئيس الجامعة ونائبه واتخاذ قرار بشأن استقالتهما، وإقالة رئيس الجامعة أو نائبه لسبب عادل وإصلاح النظام الأساسي للجامعة.

### المجلس الأعلى
يتألف المجلس الأعلى، برئاسة رئيس الجامعة، من العمداء، وتسعة معلمين عاديين، وستة طلاب، وخريجين، وواحد من غير مدرس. وتشمل وظائفها: الموافقة على الخطط الدراسية وإصلاحاتها، وإنشاء الكليات أو إلغائها، وإنشاء وظائف أو إلغائها، والتحقق من صحة الدعوات للمسابقات، وإصدار اللوائح، وما إلى ذلك.

### المستشار ونائب المستشار
رئيس الجامعة هو أعلى سلطة تنفيذية في ممارسة إدارة الجامعة التي يمثلها، ويمنح الألقاب ويمارس الوظائف الإدارية والاقتصادية والمالية، ولديه مجلس إدارة مكون من المسؤولين الذين يساعدونه ويقدمون المشورة له.
يترأس نائب رئيس الجامعة، الذي يحل محل رئيس الجامعة في حالة الغياب المؤقت أو الدائم، مجلس العمداء ويتولى المسؤوليات التي يحددها رئيس الجامعة.

### مجلس إدارة الكليات
الهيئات الإدارية للكليات هي مجلس الإدارة والعميد. يتألف مجلس الإدارة من ستة ممثلين عن التدريس، وثلاثة طلاب، ومستشار دراسات عليا ومستشار غير تدريسي، ولديه الوظائف الرئيسية، من بين أمور أخرى، لانتخاب العميد ووكيل العميد، لتطبيق النظام الأساسي والقواعد العامة الموضوعة من قبل المجلس الأعلى، الموافقة على مشاريع الخطط الدراسية وفهمها في مسابقات المعلمين العادية.

### العميد ونائب العميد
من جهته، يمثل العميد الكلية، ويترأس جلسات مجلس الإدارة، ويمارس الإدارة الإدارية والاقتصادية والمالية للكلية، ويوجه النشاط الأكاديمي وينسقه ويشرف عليه، وما إلى ذلك.

## الحرم الجامعي

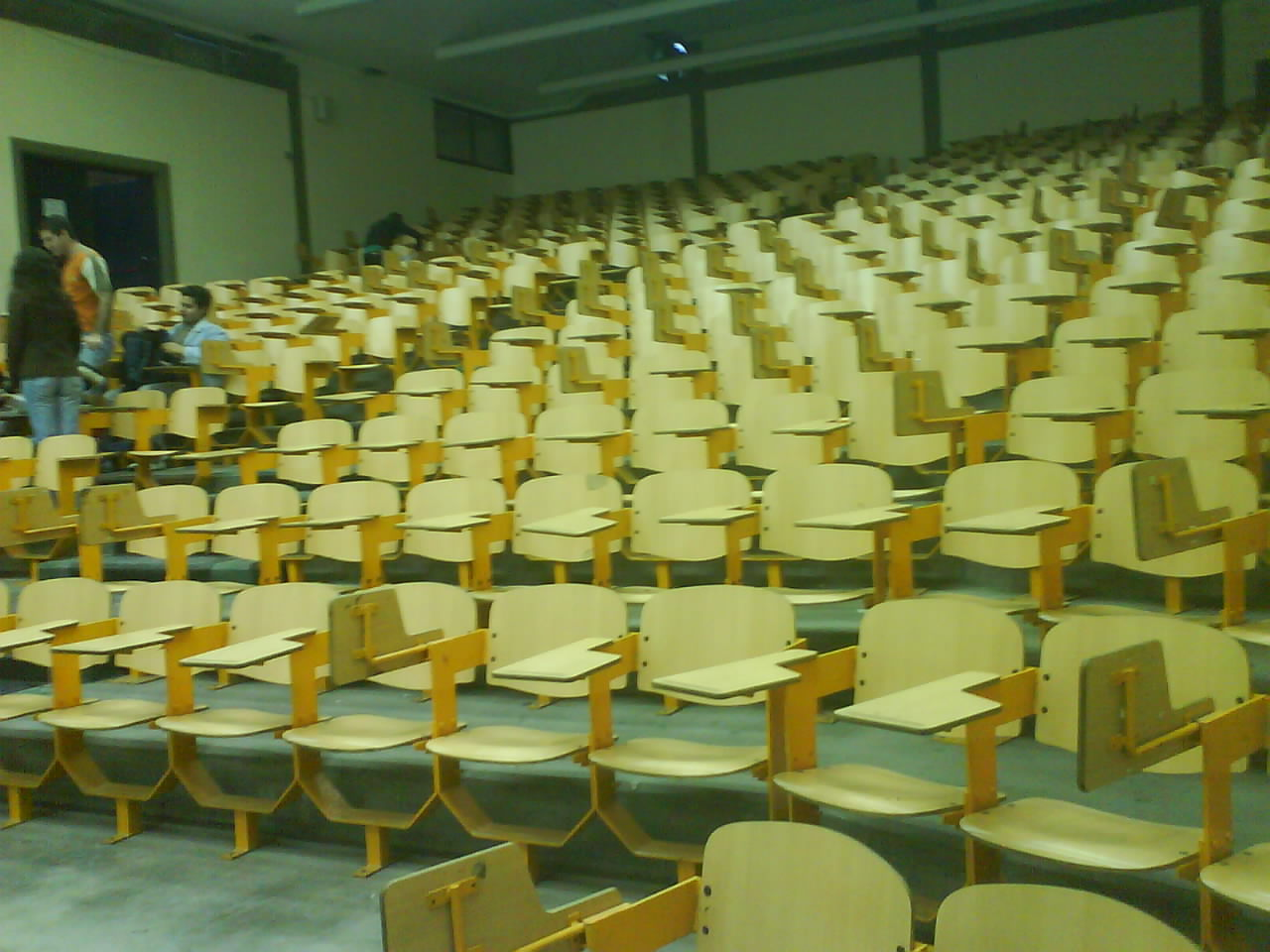
قاعة المدرجات التي تنتمي إلى ملحق كلية الحقوق والعلوم الاجتماعية،

يتم تنظيم الجامعة الوطنية في توكومان على هيكل متكامل من قبل: إدارة الجامعة وتوابعها، و 13 كلية، ومدرستين جامعيتين، و 7 مدارس تجريبية قبل الجامعة (يتم فيها تدريس التعليم العالي الأولي والابتدائي والمتوسط وغير الجامعي)، صالة للألعاب الرياضية، ومدرسة سارمينتو المهنية وليسيوم، ومدرسة الزراعة وساكاروتكنيا (بمرافقها الميدانية والزراعية الخاصة)، والمعهد الفني للعاصمة، والمعهد الفني لأغيلاريس، ومدرسة الفنون الجميلة (Escuela de Bellas Artes)، والمعهد العالي للموسيقى (Instituto Superior de Música) ومدرسة جامعة السينما والفيديو والتلفزيون (Escuela Universitaria de Cine, Video y Televisión).

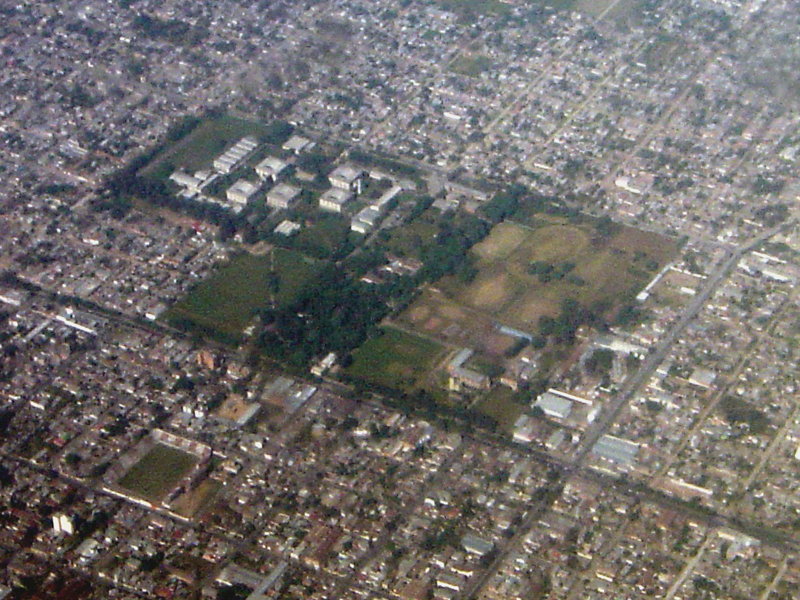
الحرم الجامعي للمزرعة الزراعية، مقر العديد من كليات.

### مراكز جامعية
تتركز المرافق المختلفة التابعة لجامعة توكومان الوطنية في المراكز الجامعية داخل مدينة سان ميغيل دي توكومان وأيضًا في المناطق الداخلية من المقاطعة.
في سان ميغيل دي توكومان
- الإدارة المركزية: أياكوتشو 476
- مركز روبرتو هيريرا «مزرعة زراعية»: شارع روكا 1900
- مركز خوليو بريبيش: شارع بنجامن أرواز 800
- مركز التربية البدنية: شارع بنجامن أرواز 850
- مركز ميغيل ليلو: ساحة لاس بيدراس 1500

في مدينة أغيلاريس
- مركز جامعة أغيلاريس: 1200 شارع البردي

في مدينة مانانسيال
- مركز مانانسيال: أميغينو، حي ميرسانتيل

## الكليات والمدارس الجامعية والمكتبات
يوجد في الجامعة الوطنية في توكومان ثلاثة عشر (facultades) كلية ومدرستين جامعيتين (escuelas)، موزعة في أجزاء مختلفة من مدينة سان ميغيل دي توكومان وأيضًا في المناطق الداخلية من المقاطعة. تبلغ مساحة جميع كليات الجامعة 250.000 متر مربع موزعة على أكثر من عشرين عقارًا.

### الكليات
- كلية الآداب والعلوم
- كلية العمارة والعمران
- كلية الفنون
- كلية الكيمياء الحيوية والكيمياء والصيدلة
- كلية الاقتصاد
- كلية العلوم الدقيقة والتكنولوجيا
- كلية العلوم الطبيعية
- كلية الحقوق والعلوم الاجتماعية
- كلية التربية الرياضية
- كلية الفلسفة والآداب
- مدرسة الطب
- كلية طب الأسنان
- كلية علم النفس

### المدارس الجامعية
- المدرسة الجامعية للسينما والفيديو والتلفزيون
- كلية التمريض الجامعية

### المكتبات
- المكتبة المركزية الموجودة في المقر الرئيسي للإدارة وثلاث عشرة مكتبة مواضيعية في كلياتها.
- مكتبة سارمينتو العامة.

## المدرسة الإعدادية
المدارس المتوسطة التابعة للجامعة الوطنية في توكومان أو المدارس التجريبية التابعة للجامعة الوطنية في توكومان هي 7 مؤسسات للتعليم ما قبل الجامعي، كل منها متخصص في منطقة تنتمي إلى للجامعة.
- مدرسة الفنون الجميلة (Escuela de Bellas Artes)
- مدرسة وثانوية سارمينتو المهنية (Escuela y Liceo Vocacional Sarmiento)
- المعهد الفني (Instituto Técnico)
- صالة للألعاب الرياضية (Gymnasium)
- مدرسة الزراعة (Escuela de Agricultura y Sacarotecnia)
- المعهد العالي للموسيقى (Instituto Superior de Música)
- معهد أغيلاريس الفني (Instituto Técnico de Aguilares)
- مدرسة طريق مانويل بيلجرانو التقنية العامة (Escuela técnica vial general Manuel Belgrano)

## المسارح والمتاحف والمراكز الثقافية

### المسارح

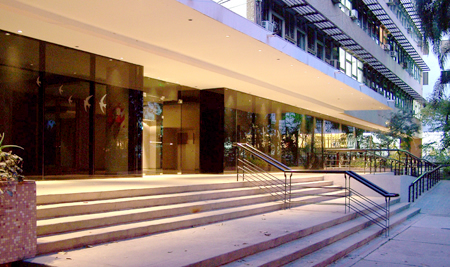
مدخل متحف ميغيل ليلو للعلوم الطبيعية

- مسرح ألبردي

- مسرح بول جروساك

### المتاحف
- متحف الجامعة الوطنية في توكومان (Museo de la UNT)
- متحف العلوم الطبيعية «ميغيل ليلو» (Museo de Ciencias Naturales “Miguel Lillo")
- متحف الأركيولوجيا (Museo de Arqueología)

### المراكز الثقافية
- المركز الثقافي يوجينا فيرلا (Centro Cultural “Eugenio F. Virla”)
- المركز الثقافي «روخاس» (أغيلاريس)

## المعاهد التابعة للجامعة
- معهد «ميغيل ليلو» (Instituto “Miguel Lillo”)
- معهد علم الآثار (Instituto de Arqueología)
- المعهد العالي للبحوث البيولوجية (Instituto Superior de Investigaciones Biológicas)
- المعهد العالي للارتباط الجيولوجي (Instituto Superior de Correlación Geológica)
- المعهد العالي للدراسات الاجتماعية (Instituto Superior de Estudios Sociales)
- المركز المرجعي للعصيات اللبنية (Centro de Referencia de Lactobacilos)
- مركز التطوير والدراسات الصيدلانية (Centro de Elaboración y Estudios Farmacéuticos) الذي يعتمد على كلية الكيمياء الحيوية والكيمياء والصيدلة (Facultad de Bioquímica, Química y Farmacia)
- المصنع التجريبي للعمليات الميكروبيولوجية الصناعية (Planta Piloto de Procesos Microbiológicos Industriales)

## البحث الجامعي والإرشاد

### المجلس الوطني للبحث العلمي والتقني
المجلس الوطني للبحث العلمي والتقني (El Consejo Nacional de Investigaciones Científicas y Técnicas) هو الهيئة الرئيسية المكرسة لتعزيز العلوم والتكنولوجيا في الأرجنتين وتعمل الجامعة الوطنية في توكومان معه، من خلال مراكز ومعاهد بحثية مختلفة. هذه المراكز لها اتفاقيات مع جامعة توكومان الوطنية ويديرها مدرسون وباحثون من كليات مختلفة في دار الدراسات العليا.
تركز توكومان بين 75 بالمائة و80 بالمائة من الكتلة الحرجة للباحثين من شمال غرب الأرجنتين.

#### أطلال الإنكا في لا سيوداكيتا
على ارتفاع يزيد عن 4000 متر فوق مستوى سطح البحر، ترتفع أنقاض معقل الإنكا الوحيد في توكومان. ينسق معهد علم الآثار والمتحف التابع لجامعة الأمم المتحدة مشروعًا للتعرف على إرث تاريخ مؤطر بثلوج أكونكويجا الأبدية.

#### أحدث التقنيات لرصدالفكونةفي بونا الأرجنتينية
تم تطوير نظام طوق عالي التقنية لتتبع حيوان الفكونة بواسطة فريق من الباحثين من الجامعة الوطنية في توكومان. كانت الأنواع معرضة لخطر الانقراض وهي تعتبر اليوم «معرضة للخطر»، وبالتالي فإن رعايتها والحفاظ عليها أمر أساسي من دراسة سلوكها وموئلها. يعد إنتاج العباءات والبطانيات من ألياف الفكونيا أحد الأنشطة الاقتصادية الرئيسية في المنطقة.

#### الأبحاث المتعلقة بمرضيالزهايمروباركنسون
قامت مجموعة من الباحثين من توكومان بإجراء دراسة قدمت بيانات جديدة عن القواعد الجزيئية لأمراض التنكس العصبي لمرض الزهايمر وباركنسون. قام العلماء بتحليل البروتين المسمى Glyceraldehyde 3-phosphate dehydrogenase، المتورط في كلا المرضين، والذي يتسبب في موت الخلايا عندما يصبح غير قابل للذوبان. تم منح البحث للمرة الثانية من قبل الجمعية الأرجنتينية للفيزياء الحيوية.

#### نظام محوسب لقياس حدة البصر
تم إنشاء الأداة الجديدة من قبل علماء من توكومان لتحل محل مخطط العين التقليدي الذي يستخدمه أطباء العيون. يتم تسويقه تحت اسم FVC100. من خلال مزيد من الدقة والموثوقية للكشف عن الأمراض البصرية، يسمح النظام بتتبع التغييرات في الوظيفة البصرية، وتقييم فقدان البصر، والتنبؤ بالتغيرات المستقبلية في الرؤية وتقييم سائقي المركبات، من بين وظائف أخرى.

#### إدماج المكفوفين
صنع المتخصصون نموذجًا لمدينة توكومان باستخدام نظام برايل. حتى يتمكن عُميان توكومان من تعلم كيفية تحديد مكانهم في المدينة. قم بتطبيق نظام قراءة برايل في نموذج سيجمع تصميم المنطقة بين الطرق الأربعة (روكا، أفيلانيدا، سارمينتو وميتر) في سان ميغيل دي توكومان. وبالتالي، يمكن إرشاد الأعمى بسهولة أكبر عن طريق اللمس. تم صنع الكتل بالصور وتم تنفيذ الأشكال الخاصة للتعرف على المباني المختلفة مثل الكاتدرائية أو دار الحكومة أو مكتب البريد، إلخ. من تلك المدينة.

#### أدوية للجروح المزمنة
تم تطوير استخدام جديد للبروبيوتيك في أنظمة الجهاز الهضمي. يُقترح استخدامه كمساعد مساعد للشفاء ومضاد للأمراض في علاج الجروح المزمنة مثل القدم السكرية وقرحة الضغط والقرح الوريدية والحروق. تقدم باحثون من المجلس الوطني للبحث العلمي والتقني وكلية الكيمياء الحيوية والصيدلة بطلب للحصول على براءتي اختراع في هذا الصدد. يقومون حاليًا بتنفيذ المراحل السريرية في مستشفيات المقاطعة.

## جرائد الجامعة

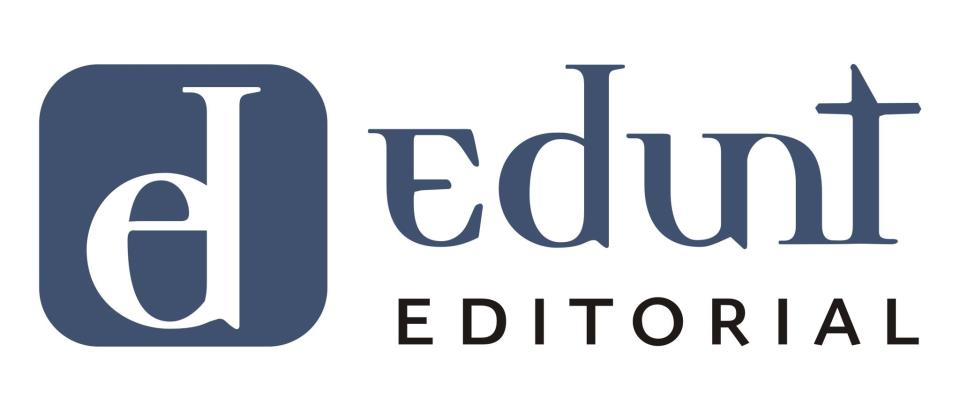
مركز التحرير (دار النشر) التابع لجامعة توكومان الوطنية

تأسست في أكتوبر 2006، وهي مؤسسة تعتمد على إدارة الجامعة وتهدف إلى نشر الكتب والمصنفات المقدمة إلى آلية التقييم المسبق. وتخطط لإعطاء الأولوية لنشر الأعمال التي تعبر عن المعرفة المنتجة في الوحدات الأكاديمية والمعاهد وأقسام الجامعة، وكذلك مراكز التدريس الجامعية الأخرى في البلاد وخارجها.
كما يتم التفكير في ترجمة الأعمال الأجنبية ذات المكانة المعترف بها والتي تعزز البحث والتعليم ونشر المعرفة على المستويين الإقليمي والوطني.
في عام 2017، أصدرت دار النشر أكثر من 40 إصدارًا، تسلط الضوء على «الرواية المفقودة» (La Novela Perdida) بقلم هوراسيو إلسينجر (Horacio Elsinger) الذي تم تقديمه في الطبعة الـ43 من معرض الكتاب الدولي في بوينس آيرس.

## امتداد الجامعة

### النواحي الخدماتية
- الخدمة الاجتماعية للرعاية الطبية للموظفين (Obra Social de Atención Médica para el Personal)
- العمل الاجتماعي للطلاب (Acción Social Para Estudiantes)

### النواحي الثقافية
- الأوركسترا السمفونية (Orquesta Sinfónica)
- أوركسترا الشباب (Orquesta Juvenil)
- جوقة الجامعة (Coro Universitario)
- جوقة الأولاد والشباب للغناء (Coro de Niños y Jóvenes Cantores)

### النواحي الاجتماعية
- التعليم الدائم لكبار السن (Educación Permanente para Adultos Mayores)
- البرنامج الجامعي لدراسة الإدمان (Programa Universitario para el Estudio de las Adicciones)
- البرنامج الجامعي للإرشاد والتنمية الاجتماعية (Programa Universitario de Extensión y Desarrollo Social)
- مديرية التربية والتعليم غير النظامي
- برنامج البحث والتطوير في مجال الديمقراطية ومكافحة الفساد والحكم الرشيد (Programa de Investigación y Desarrollo en Democracia, Anticorrupción y Buen Gobierno)
- وحدة الأعمال، تقدم الاستشارات والخدمات للشركات والمؤسسات المتعلقة بأنشطة المعلمين والباحثين مثل التحليل عالي التعقيد لمراقبة الجودة والاختبارات.

## «الرفاه الجامعي»
يتم مساعدة «الرفاه الجامعي» من قبل الهيئات التالية التي تعتمد عليها بشكل مباشر والتي تشكل هيكلها الداخلي:

### المديرية العامة باركي سييرا سان جافير

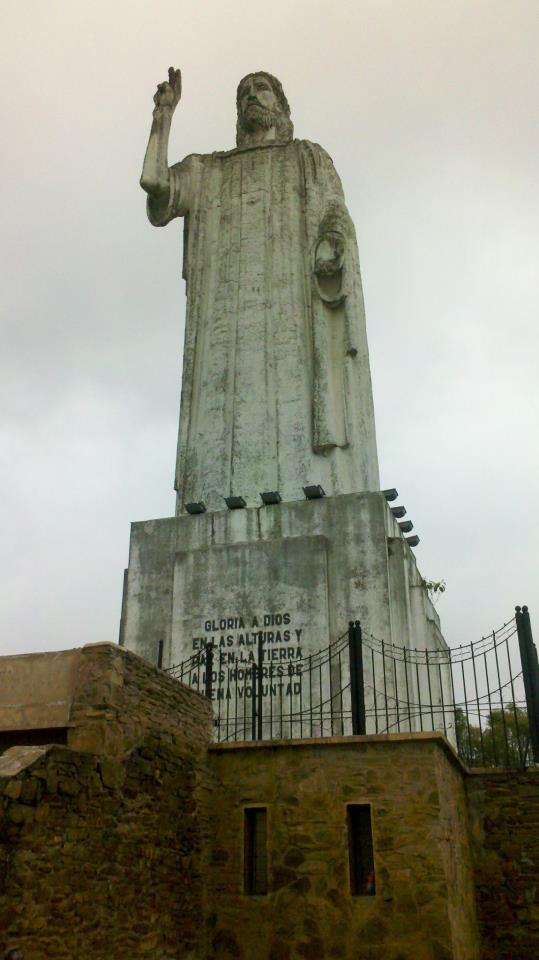
نعمة المسيح

هذه المنطقة المحمية، التي تملكها الجامعة، لديها «الفئة الثانية» وفقًا للاتحاد الدولي لحفظ الطبيعة منذ عام 1990، وهو ما يعادل حديقة وطنية، تحتل 14174 هكتارًا من سييرا، ويبلغ محيطها حوالي 80 كيلومتر؛ من 19000 هكتار من سلسلة الجبال المتجانسة اللفظ 80 بالمائة هي مناطق محمية.

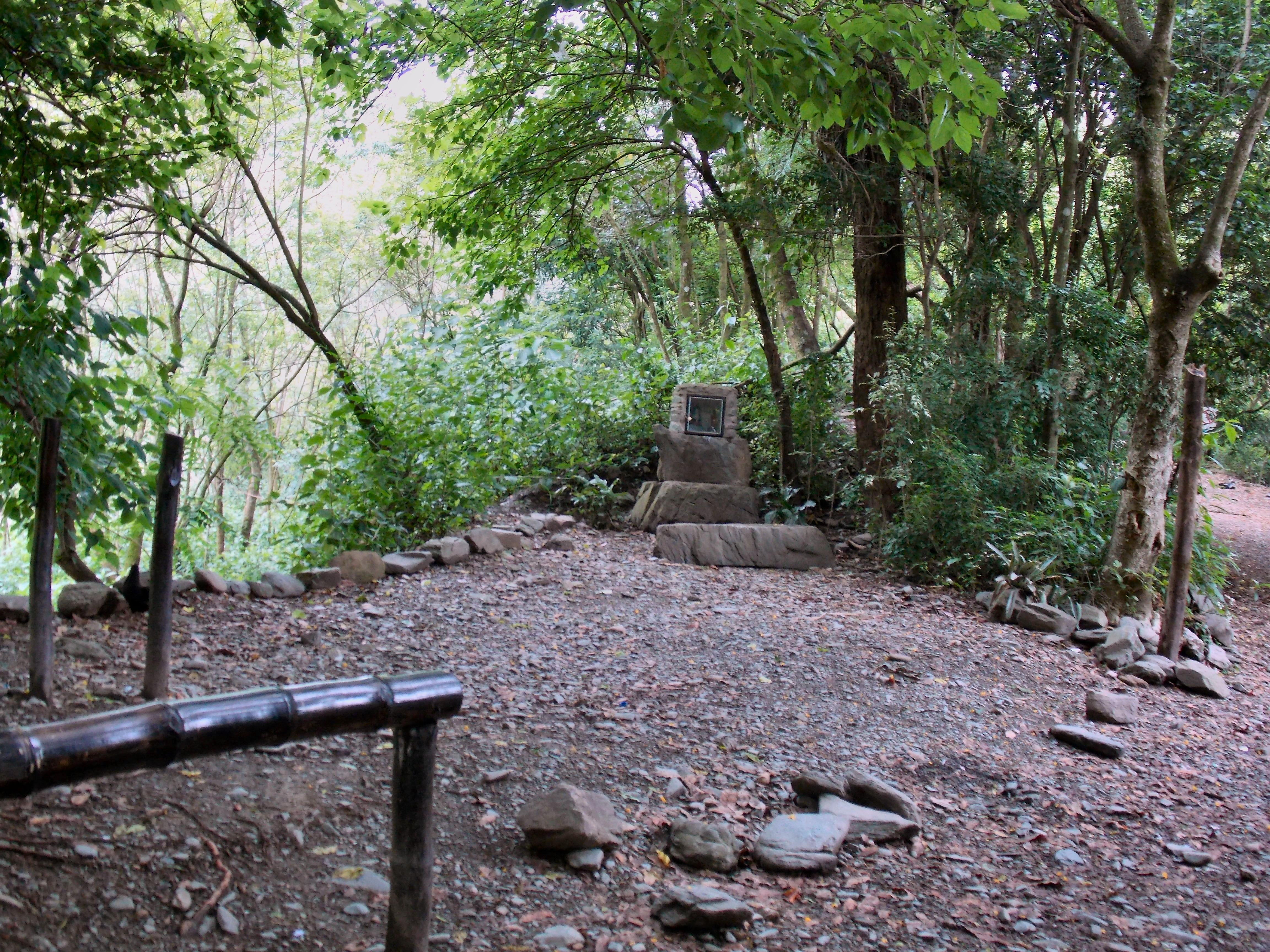
منتزه سان جافير - المسار الجبلي المائل (الكهف)
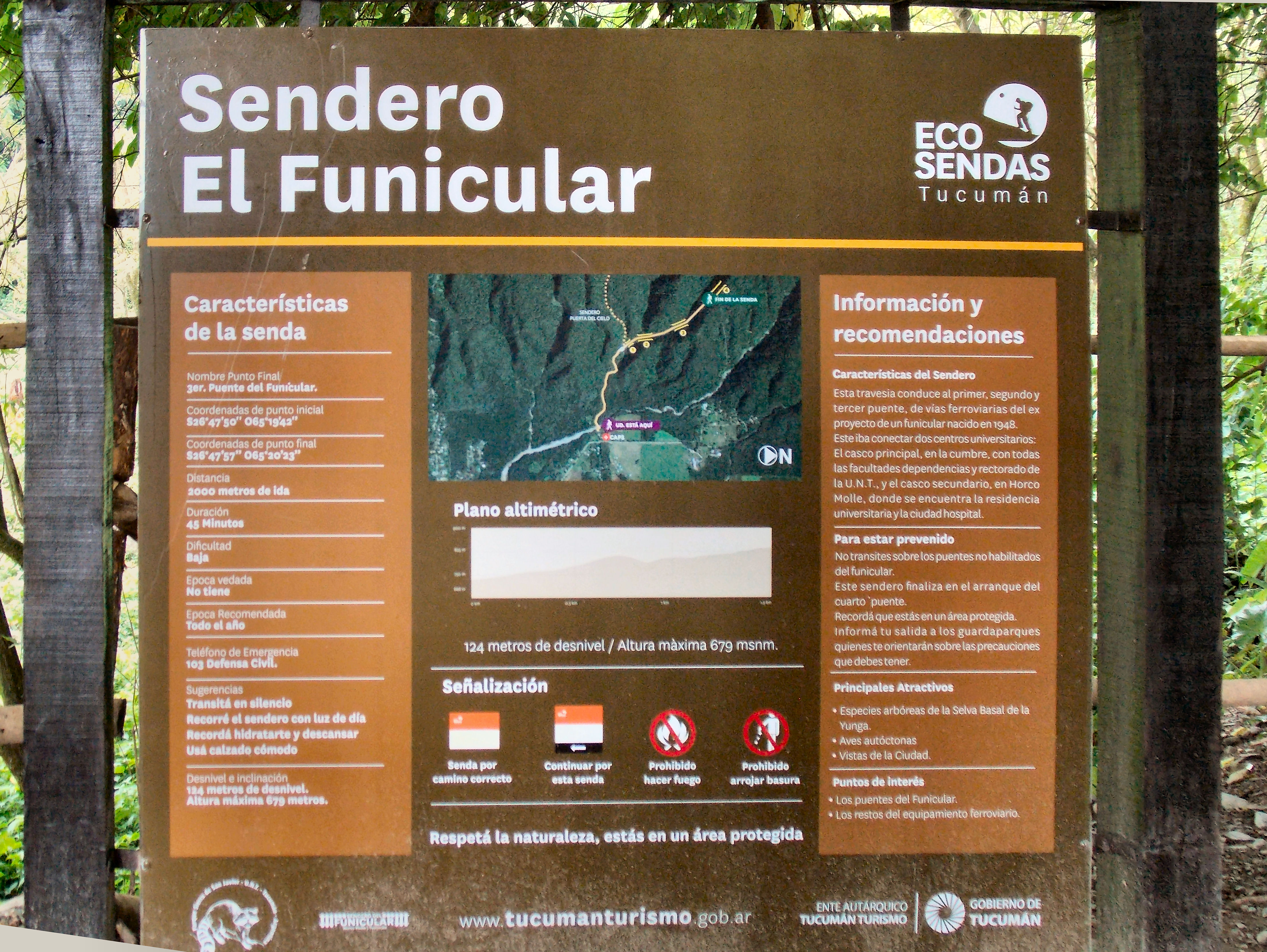
منتزه سان جافير - المسار الجبلي المائل
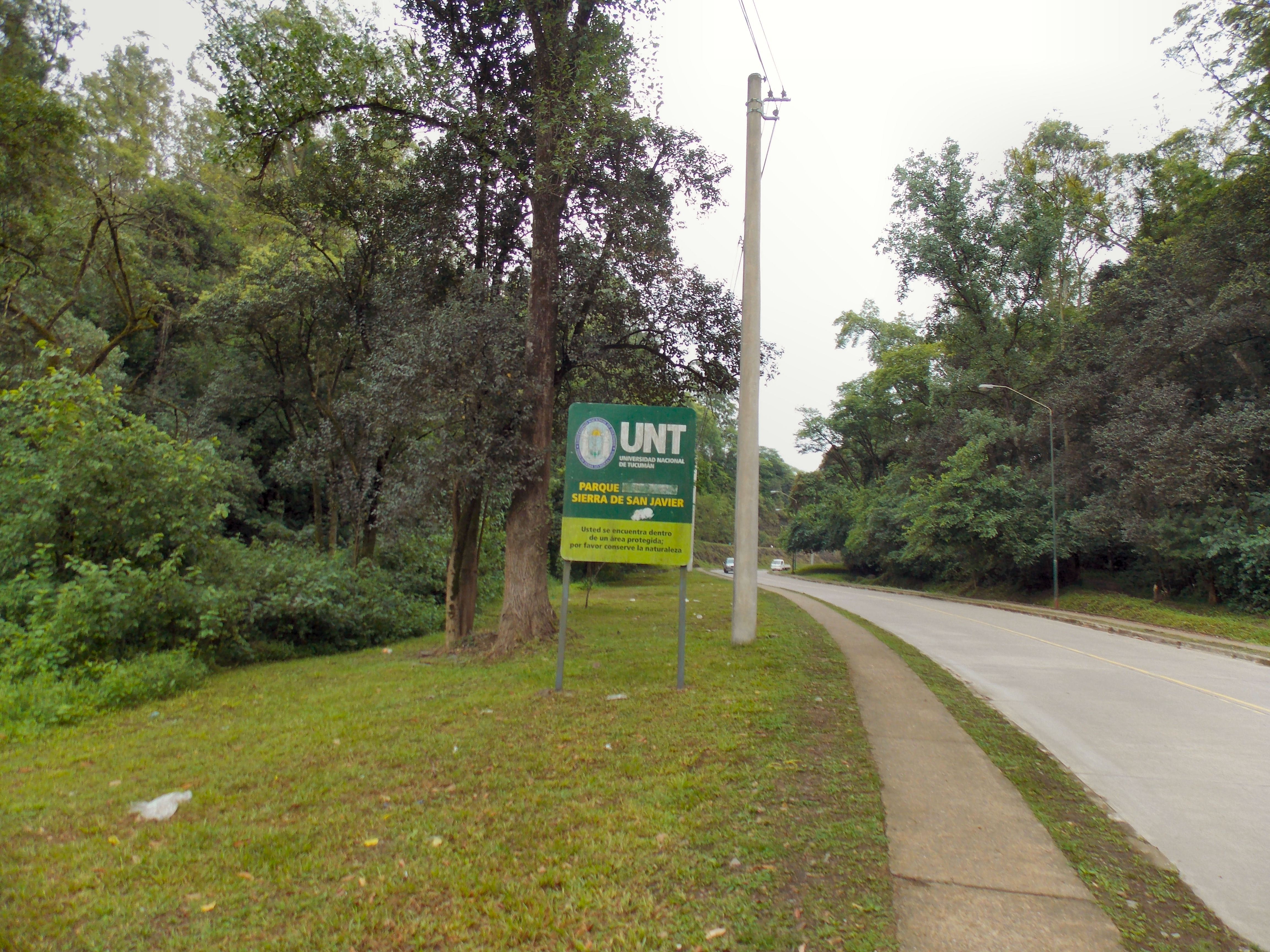
منتزه سان جافير - الوصول عن طريق هورو مولي
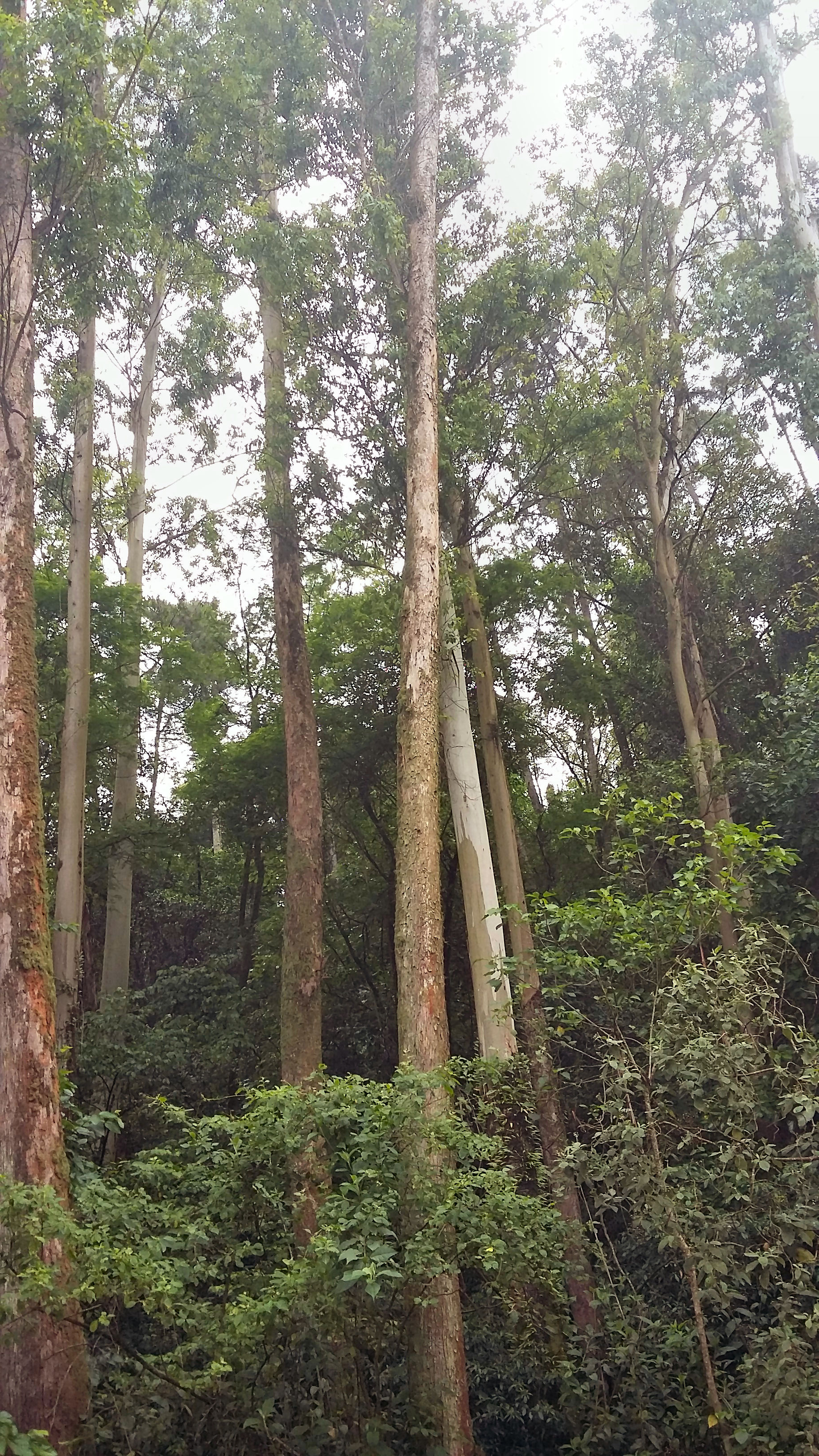
نباتات في منتزه سان جافير

في الجزء الأوسط من سان خافيير، على ارتفاع 1200 متر فوق مستوى سطح البحر، توجد القرية السياحية والمسيح المبارك، وهو تمثال بارتفاع 28 مترًا ووزن 135.8 طنًا، صنعه الفنان توكومان خوان كارلوس إيرامين، وافتتح عام 1942، سنة تأسيس الفيلا. يمكن رؤيتها من المدينة نظرًا لحجمها الكبير.

## المهاجع الجامعية
تقع على بعد 15 كم من سان ميغيل دي توكومان و 650 مترًا فوق مستوى سطح البحر، وتحيط بها روعة يونغاس أو غابة جبلية، وهي واحدة من أكثر الغابات تنوعًا بيولوجيًا في العالم، مع 70 نوعًا من الثدييات و 200 نوع من الطيور، بما في ذلك الحمام والبوم والطيور الطنانة والببغاوات والكورزولا والبيكاري والمايوهات والقطط.
من بين وسائل الراحة التي تبرز عدد كبير من الغرف وغرفة طعام تتسع لـ 200 شخص وغرفة مغطاة تتسع لـ 100 شخص وغرفة خارجية تتسع لـ 150 شخصًا. يحتوي على مجمع رياضي مع مسبح شبه أولمبي وملاعب فرونتون وكرة قدم صغيرة وكرة سلة وكرة طائرة. محاط بالمساحات الخضراء مع مناطق تخييم ومسارات طبيعية تفسيرية

## الرياضات
يوفر المجمع الرياضي «البروفيسور فيديريكو جي ديكنز» (Prof. Federico G. Dickens) الموجود في المركز الجامعي كوينتو أغرنوميكا (Quinta Agronómica) للطلاب الشروط اللازمة لممارسة الرياضة. تعد الجيم وملاعب كرة القدم 11 و 7 وكرة الطائرة وكرة السلة والملاكمة من بعض التخصصات التي يمكن تطويرها.
يستخدم طلاب الجامعة جميع مرافقهم في الغالب خلال فترة الظهيرة وبعد الظهر، عندما ينتهي اليوم الأكاديمي.
- برنامج الصحة لطلاب الجامعة (Programa de Salud para Estudiantes Universitarios)
- برنامج الإعاقة والإدماج الاجتماعي (Programa de Discapacidad e Inclusión Social)
- بيت الطالب
- مركز التوظيف الجامعي (CUE)
- منطقة الدعم التكنولوجي
- ماونتن ألبيج «لاس ميساداس»، في يونجا توكومان

## التلفزيون والراديو

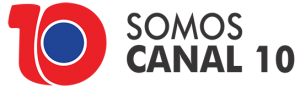
شعار قناة 10 توكومان.

شعار راديو الجامعة 94.7 توكومان

القناة 10 هي محطة تلفزيونية أرجنتينية وواحدة من قناتين تلفزيونيتين تبثّتان أكبر تأثير في مقاطعة توكومان. وهي تنتمي إلى جامعة توكومان الوطنية والحكومة العليا لمقاطعة توكومان. المحطة لها استوديوهات ومكاتب في مدينة [يربا بوينا (توكومان)] وتقع محطة الإرسال الخاصة بها في (فيلا نوجيز). كما أن لديها خمس محطات مكرر: القناة 2 من (Choromoro)، والقناة 4 والقناة 10 من (Tafí del Valle)، والقناة الخامسة (Trancas) والقناة 7 (San Pedro de Colalao).
محطة الراديو في راديو جامعة توكومان (Radio Universidad Tucumán) هي محطة محلية يبلغ مداها حوالي 100 كم وترسل 24 ساعة في اليوم بتردد معدل 94.7 ميجاهرتز.
راديو يونيفرسيداد مسؤول عن نشر العلوم والفنون والثقافة والمعلومات المتعلقة بالحياة الجامعية.

## جامعة توكومان ومشاريع التعدين
معادن مياه ديونيسوس (Yacimientos Mineros Agua de Dionisio) هي شركة تعدين مشتركة بين الولايات في الأرجنتين، وتتكون من الدولة الوطنية الأرجنتينية وحكومة مقاطعة كاتاماركا وجامعة توكومان الوطنية .
عندما كان طالبًا جامعيًا، الدكتور آبيل بيرانو، اكتشف الموقع الذي تبرع به إلى الاتحاد الوطني للعمال في عام 1948.
تذهب الأموال التي تتلقاها الجامعة الوطنية في توكومان لبناء المدينة الجامعية، لأن ذلك يعبر عن قانون إنشاء شركة معادن مياه ديونيسوس. بعد عامين من بدء تلقي الأموال من الاستغلال الذي كان عمره 11 عامًا، خلص رئيس الجامعة آنذاك خوان ألبرتو سيريسولا إلى المدينة الجامعية، منذ ذلك الحين فصاعدًا، كان المال الذي تلقته الجامعة «متاحًا مجانًا».
يحقق القضاء الفيدرالي في الشكاوى المتعلقة بالتلوث البيئي في منجم لا ألومبريرا والاستخدام الذي فوضته الجامعة الوطنية في توكومان والأموال التي ربحت (بين عامي 2006 و 2009) نتيجة لاستغلال المنجم.
يخضع حاليًا أربعة مسؤولين سابقين للمحاكمة: الرئيس السابق، خوان ألبرتو سيريسولا، نائب الجامعة الوطنية في توكومان السابق، لويس ساكا (المدير السابق لأمانة رعاية الجامعة)، أولغا كودماني (المدير السابق لتشييد الجامعة) وأوزفالدو فينتورينو، (المدير السابق لـ الاستثمارات والعقود). يجرى التحقيق فيما إذا كان هناك اختلاس أموال تتعلق ببناء المدينة الجامعية.